# Йохан Кристоф фон Виндиш-Грец
Йохан Кристоф фон Виндиш-Грец (на немски: Johann Christoph von Windisch-Graetz; * 1635; † сл. 19 ноември 1682) е фрайхер, господар на Виндиш-Грец (днес Словен градец, Словения) в Австрия.

## Произход
Той е син (15-то дете) на фрайхер Йохан Леонхард фон Виндиш-Грец (1589 – 1650) и фрайин Полирена София фон Тойфенбах († 1621) или втората му съпруга фрайин Мария Елизабет фон Пуц († 1639). Внук е на фрайхер Йохан II фон Виндиш-Грец († 1589) и Елизабет фон Ернау. Баща му се жени трети път за фрайин Йохана фон Метниц.
На 18 май 1822 г. родът е издигнат на князе.

## Фамилия
Първи брак: през 1660 г. с фрайин Сидония Катарина фон Гайзрук.
Втори брак: вероятно се жени за жена с неизвестно име. Те имат пет деца:
- Кристоф Еренрайх фон Виндиш-Грец († 12 февруари 1732, Оденбург), фрайхер, женен I. на 16 януари 1707 г. за графиня Анна Терезия фон Вурмбранд-Щупах (* 30 септеември 1686; † 29 март 1711), II. на 14 август 1712 г. за гафиня Анна Кристина фон Ауершперг (* 15 юли 1682; † 22 февруари 1735) и има три дъщери и 1 син:
  - граф Готлиб фон Виндиш-Грец (1715 – 1784), без наследник
- Доротея фон Виндиш-Грец
- Катарина фон Виндиш-Грец
- Йохан Готлиб фон Виндиш-Грец
- Евстах Вилхелм фон Виндиш-Грец

Трети брак: на 18 май 1670 г. с Анна Магдалена фон Вурмбранд-Щупах (* ок. 1648; † сл. 24 октомври 1676), дъщеря на фрайхер/(граф от 1682) Йохан Ернст Еренрайх фон Вурмбранд-Щупах (1606 – 1691) и Йохана Евстахия фон Алтхан († 1676/1677), дъщеря на фрайхер Баптист фон Алтхан (1568 – 1629) и Анна фон Траутмансдорф († 1610). Бракът е бездетен.